# 清和綜合建物
清和綜合建物株式会社（せいわそうごうたてもの）は、東京都千代田区に本社を置く、第一勧銀グループ系統（みずほ銀行系列）の不動産会社である。

## 概要
1957年（昭和32年）に第一銀行（現 みずほ銀行）に対する店舗、寮・社宅の賃貸を目的として設立された。
オフィスビル及び住宅の賃貸事業を主業としている。
株主は、株式会社有終コーポレーション、中央日本土地建物株式会社、名古屋ビルディング株式会社、清水建設株式会社、古河機械金属株式会社、株式会社安藤・間、古河ビジネスサービス株式会社、ケイ・エス・オー株式会社、川崎重工業株式会社、JFEスチール株式会社、東洋紡株式会社、澁澤倉庫株式会社、損害保険ジャパン株式会社、株式会社みずほ銀行、株式会社関電工、東京海上日動火災保険株式会社、東京センチュリー株式会社、日新建物株式会社である。

## 沿革
- 1957年（昭和32年）10月1日 - 清和興業株式会社として設立。本社は第一銀行馬喰町支店内。
- 1958年（昭和33年）9月 - 第1号物件である「堂島第一ビル」竣工。
- 1965年（昭和40年）6月 - 「青朋ビル株式会社」を設立。
- 1967年（昭和42年）4月 - 青朋ビル 竣工
- 1971年（昭和46年）8月 - 本社を第一銀行銀座支店内に移転。
- 1979年（昭和54年）6月 - 「堂島第一ビル」を建て替え[3]「堂島グランドビル」が竣工[4]。
- 1985年（昭和60年）3月 - 「御堂筋本町ビル」竣工。
- 1990年（平成2年）4月 - 東京都港区芝大門に新本社ビル竣工、本社を移転。
- 1998年（平成10年）4月 - 「淀屋橋センタービル」竣工。
- 2004年（平成16年）4月 - 清和綜合建物株式会社に商号変更。
- 2004年（平成16年）12月 - 「株式会社日比谷ビルディング」（1950年設立の第一銀行関連不動産会社）を合併。
- 2008年（平成20年）3月 - 「虎ノ門清和ビル」竣工。
- 2015年（平成27年）3月 - 「清和梅田ビル」竣工。
- 2016年（平成28年）11月 - 「日比谷ビルディング」竣工。
- 2020年（令和2年）4月 - 株式会社ユウシュウ建物の不動産事業を承継。
- 2020年（令和2年）9月 - 本社を丸の内（丸の内センタービルディング）に移転。

## 主な物件
東京
- 日比谷ビルディング - 東京都港区
- 虎ノ門清和ビル - 東京都港区
- 兜町ビル - 東京都中央区

大阪
- 清和梅田ビル - 大阪市北区
- 淀屋橋センタービル - 大阪市中央区
- 御堂筋本町ビル - 大阪市中央区
- 堂島グランドビル - 大阪市北区

子会社「青朋ビル株式会社」所有
- 青朋ビル - 東京都港区